# خیابان واریک (ترانه)
«خیابان واریک» (به انگلیسی: Warwick Avenue) ترانه ای از دافی خوانندهٔ اهل ولز و یکی از قطعه‌های اولین آلبوم استودیویی او با نام راک‌فِری است که در سال ۲۰۰۸ منتشر شد. عنوان ترانه به ایستگاه متروی خیابان واریک لندن اشاره دارد. این آهنگ توسط جیمی هوگارت، اِگ وایت و دافی نوشته شده و تهیه‌کننده‌اش هوگارت بوده‌است. «خیابان واریک» در ماه می سال ۲۰۰۸ در قالب سومین تک‌آهنگ (دوم در آمریکای شمالی) آلبوم راک‌فری منتشر شد اما به دلیل فروش نسخهٔ دانلود دیجیتال، از ماه‌های مارس و آوریل وارد چارت‌های موسیقی شده بود.
این قطعه در فهرست «۱۰۰ ترانهٔ برتر سال ۲۰۰۸» مجلهٔ رولینگ استون جایگاه چهل و یکم را به‌خود اختصاص داده‌است.

## موسیقی
«خیابان واریک» در گام سی بمل ماژور نوشته شده، تمپوی آن ۸۴ ضرب در دقیقه و محدودهٔ وکال آن G3 تا D5 است.

### جوایز و نامزدی‌ها
| سال  | جایزه                          | رشته                         | نتیجه     |
| ---- | ------------------------------ | ---------------------------- | --------- |
| ۲۰۰۸ | جوایز ویدئو موسیقی ام‌تی‌وی ۲۰۰۸ | بهترین موزیک ویدئوی بریتانیا | نامزد شده |
| ۲۰۰۸ | رولینگ استون                   | ۱۰۰ ترانهٔ برتر سال ۲۰۰۸      | چهل و یکم |

## موزیک ویدئو
موزیک ویدئوی «خیابان واریک» که اولین بار در در ۲۳ آوریل ۲۰۰۸ از کانال ۴ بریتانیا پخش شد را دانیل ولف کارگردانی کرده‌است. این ویدئو که تقریباً از یک برداشت تشکیل شده با ترک کردن ایستگاه متروی خیابان واریک توسط دافی آغاز می‌شود. او که در صندلی عقب یک تاکسی نشسته همان‌طور که آهنگ را می‌خواند اشک می‌ریزد. ویدئو با تصویر دافی که هنوز در ماشین است و اشک‌هایی که آرایشش را خراب کرده‌اند را پاک می‌کند تمام می‌شود. سکانس تاکسی قرار بود فقط یک صحنه از ویدیو باشد اما کارگردان با دیدن اشک‌های دافی به فیلمبرداری آن به عنوان تمام موزیک ویدیو ادامه داد.
این ویدئو در سال ۲۰۰۸ نامزد دریافت جایزهٔ موسیقی ویدیوی ام‌تی‌وی در رشتهٔ «بهترین ویدیوی بریتانیا» بود اما در نهایت جایزه به «خفه شو و بذار برم» تینگ تینگز رسید.

## فهرست قطعه‌های تک‌آهنگ
سی‌دی نسخهٔ بریتانیا
1. «خیابان واریک»
2. «واقع‌بینانه‌تر نگاه کردن»

صفحهٔ ۷ اینچی نسخهٔ بریتانیا
1. «خیابان واریک»
2. «دوستت دارم»(ریچارد جی. پارفیت، اوِن پاول)

نسخهٔ دانلود دیجیتال استرالیا
1. «خیابان واریک»
2. «واقع‌بینانه‌تر نگاه کردن»
3. «دوستت دارم»

نسخهٔ مَکسی آلمان
1. «خیابان واریک»
2. «واقع‌بینانه‌تر نگاه کردن»
3. «دوستت دارم»
4. ویدئوی «خیابان واریک»

نسخهٔ بی-ساید آی‌تیونز
1. «واقع‌بینانه‌تر نگاه کردن»
2. «دوستت دارم»

## موقعیت تک‌آهنگ در چارت‌های موسیقی
| چارت (۲۰۰۸)                      | بالاترین جایگاه |
| -------------------------------- | --------------- |
| اتریش (او۳ تاپ ۴۰ اتریش)         | ۱۷              |
| بلژیک (اولتراتاپ ۵۰ فلاندرز)     | ۱۴              |
| بلژیک (اولتراتاپ ۵۰ والونی)      | ۲۵              |
| جمهوری چک (رادیو – تاپ ۱۰۰)      | ۱۴              |
| دانمارک (ترک‌لیسن)                | ۷               |
| اروپا (یوروچارت هات ۱۰۰)         | ۱۱              |
| ترانه‌های دیجیتال اروپا (بیلبورد) | ۷               |
| فنلاند (جدول‌های رسمی فنلاند)     | ۱۹              |
| فرانسه (اس‌ان‌ئی‌پی)                | ۱۴              |
| آلمان (جدول‌های رسمی آلمان)       | ۱۲              |
| ایرپلی آلمان (BVMI)              | ۵               |
| ایرلند (ایرما)                   | ۱۱              |
| ایتالیا (FIMI)                   | ۲۱              |
| هلند (۴۰ آهنگ برتر)              | ۱۹              |
| هلند (۱۰۰ تک‌آهنگ برتر)           | ۹               |
| نیوزیلند (ریکوردد میوزیک ان‌زد)   | ۱۵              |
| نروژ (وی‌جی-لیستا)                | ۱۵              |
| رومانی (تاپ ۱۰۰ رومانی)          | ۸۲              |
| اسکاتلند (اوسی‌سی)                | ۷               |
| سوئد (فهرست برترین‌های سوئد)      | ۱۶              |
| سوئیس (شوایزر هیت‌پاراد)          | ۱۲              |
| تک‌آهنگ‌های بریتانیا (اوسی‌سی)      | ۳               |

| چارت (۲۰۰۸)                            | جایگاه |
| -------------------------------------- | ------ |
| بلژیک (اولتراتاپ ۵۰ فلاندرز)           | ۶۳     |
| اروپا (یوروچارت هات ۱۰۰)               | ۳۵     |
| آلمان (جی‌اف‌کی چارتس)                   | ۷۰     |
| فرانسه (اِس‌اِن‌ئی‌پی)                      | ۹۷     |
| هلند (تاپ ۴۰ هلند)                     | ۹۴     |
| هلند (۱۰۰ تک‌آهنگ برتر هلند)            | ۲۴     |
| سوئد (فهرست برترین‌های سوئد)            | ۶۳     |
| سوئیس (شوایزر هیت‌پاراد)                | ۵۵     |
| جدول تک‌آهنگ‌های بریتانیا (آفیشال چارتس) | ۳۰     |

## گواهی‌های فروش
| منطقه                                                                       | گواهی    | واحد گواهی‌شده/فروش |
| --------------------------------------------------------------------------- | -------- | ------------------ |
| دانمارک (آی‌اف‌پی‌آی)                                                          | Platinum | ۱۵٬۰۰۰^            |
| آلمان (بی‌وی‌ام‌آی)                                                            | Gold     | ۱۵۰٬۰۰۰            |
| بریتانیا (بی‌پی‌آی)                                                           | Platinum | ۶۰۰٬۰۰۰            |
| ^ رقم توزیع تنها بر پایهٔ گواهی‌ها. · رقم فروش+پخش جاری تنها بر پایهٔ گواهی‌ها. |          |                    |

## تاریخ انتشار
| منطقه                 | تاریخ                    |
| --------------------- | ------------------------ |
| پادشاهی متحد بریتانیا | ۲۶ مه ۲۰۰۸               |
| اروپا                 | ۴ ژوئیه ۲۰۰۸             |
| ایالات متحدهٔ آمریکا   | ۵ اوت ۲۰۰۸               |
| استرالیا              | ۱ سپتامبر ۲۰۰۸ (دیجیتال) |
| فرانسه                | ۱۲ سپتامبر ۲۰۰۸          |